# Ludwik Oborski (1787–1873)
Ludwik Oborski (ur. 1787, zm. 25 października 1873 w Londynie) – polski socjalista, pułkownik Wojska Polskiego, uczestnik walk niepodległościowych, działacz emigracyjny, członek loży Doskonałe Milczenie.

## Życiorys
Od 1803 był żołnierzem, w 1807 mianowany do stopnia porucznika Armii Księstwa Warszawskiego, w 1808 do stopnia kapitana. Był uczestnikiem wojen napoleońskich z Austrią, Prusami i Rosją. Podczas oblężenia Gdańska w 1812 mianowany majorem i odznaczony Orderem Legii Honorowej. Po upadku Napoleona Bonaparte, wstąpił do Wojska Polskiego Królestwa Kongresowego w szeregach 3 Pułku Piechoty Liniowej w stopniu podpułkownika. Był działaczem Wolnomularstwa Narodowego i Towarzystwa Patriotycznego. Uczestniczył w powstaniu listopadowym, jako podpułkownik od 6 lutego 1831 był dowódcą 7 Pułku Piechoty Liniowej, od 6 kwietnia 1831 w stopniu pułkownika, odznaczył się szczególnie w bitwie pod Olszynką Grochowską. Będąc w stopniu podpułkownika 10 marca 1831 został odznaczony Krzyżem Złotym Orderu Virtuti Militari (nr 315).
Po upadku powstania przebywał na emigracji we Francji gdzie prowadził ożywioną działalność na rzecz polskich uchodźców. W 1833 roku był żołnierzem naczelnikiem Hufca Świętego, złożonego z polskich emigrantów, próbujących przez Szwajcarię bezskutecznie nieść pomoc powstaniu we Frankfurcie. Dowodził oddziałem polskim, który pośpieszył z pomocą rewolucji w północnych Włoszech w 1834 roku. W 1848 powrócił do kraju na wieść o wybuchu walk w Wielkopolsce. Płk Ludwik Oborski współpracował z gen. Ludwikiem Mierosławskim, późniejszym dyktatorem powstania styczniowego. Płk Oborski brał udział w bitwach pod Miłosławiem, Wrześnią i Sokołowem. Po upadku powstania poznańskiego 1848 r. został uwięziony, a następnie wydalony z Prus. W 1849 wziął udział w powstaniu w Badenii, gdzie służył pod Ludwikiem Mierosławskim i walczył m.in. pod Katherthal, Waghäusel, Rastatt. Uczestnik tajnych organizacji na Węgrzech i w Polsce.
Po wybuchu powstania styczniowego rozwinął działalność polityczną na rzecz walczącej Polski. W 1865 roku, emigrował do Londynu gdzie reaktywował działalność Towarzystwa Demokratycznego Polskiego. W 1872 uczestniczył w tworzeniu socjalistycznej organizacji Związku Ludu Polskiego. Współpracował z czartystami i rewolucyjnymi grupami emigrantów niemieckich jak Bratni Demokraci czy Stowarzyszenie Międzynarodowe. W 1865 roku został członkiem rady generalnej I Międzynarodówki i utrzymywał z nią kontakt do końca życia. Przyjaźnił się między innymi z Karolem Marksem i Fryderykiem Engelsem.
Przez pewien okres przebywał także na emigracji w USA, gdzie w Nowym Jorku pracował jako szewc. Zmarł 25 października 1873 w Londynie. Został pochowany na tamtejszym Highgate Cemetery.